# Карим Хаги
Карим Хаги (Касерин, 20. јануар 1984) бивши је туниски фудбалер који је играо у одбрани. Наступао је за репрезентацију Туниса на Светском првенству 2006. у Немачкој.